# Мара, Жан-Батист
Жан-Батист Мара (1704-1783) — священник, педагог, основал в Боно первую школу по изучению латинского языка и изящной словесности, отец Давида Мара профессора французской словесности в Царскосельском лицее, французского революционера Жан-Поль Марата и Альбертины, сохранившей труды последнего.

### Биография
Родился в 1704 г. в Кальяри на острове Сардиния. Стал священником, получил известность как педагог и основал в Боно, в центре острова, первую школу по изучению латинского языка и изящной словесности: "школа Хуана Сальвадора Мара". Из-за больших налогов и угроз, в 1740 году переехал в Женеву. Там Жан Мара принял кальвинизм и, благодаря своей образованности, быстро получил статус прозелита (католика, обращенного в кальвинизм), а затем жителя.
Не оставляя деятельности воспитателя, он одновременно нашел применение своим способностям к рисованию и хорошему пониманию цветовой гаммы и стал зарабатывать на жизнь нанесением набивного рисунка на ситцевые ткани. В Швейцарии тогда бурно развивалось производство хлопчатобумажных тканей с изображением растений и животных по индийским мотивам.
19 марта 1741 г. Ж. Мара женился на Луизе Каброль, уроженке Женевы. Ее семья протестантского вероисповедания, из местечка Кастр во Франции, была вынуждена эмигрировать в Швейцарию. От этого брака родилось девять детей. Давид Мара был пятым сыном после Жана-Поля, Анри, Пьера и Пьера Антуана Жана.
В дальнейшем стал учителем иностранных языков и медиком. 